# Tomaž Štebe
Tomaž Štebe, slovenski politik, poslanec in inženir, * 15. februar 1950.
Tomaž Štebe, član Slovenske demokratske stranke, je bil leta 2004 izvoljen v Državni zbor Republike Slovenije; v tem mandatu je bil član naslednjih delovnih teles:
- Odbor za delo, družino, socialne zadeve in invalide,
- Odbor za visoko šolstvo, znanost in tehnološki razvoj in
- Odbor za zadeve Evropske unije.